# Charles Dudley (basket-ball)
Pour les articles homonymes, voir Dudley (homonymie) et Charles Dudley.
Charles Dudley, né le 5 mars 1950 à Harrisburg, en Pennsylvanie, est un ancien joueur américain de basket-ball. Il évolue durant sa carrière au poste de meneur.

## Palmarès
- Champion NBA 1975